# Villa del Río (kommun)
Villa del Río är en kommun i Spanien.   Den ligger i provinsen Province of Córdoba och regionen Andalusien, i den centrala delen av landet, 280 km söder om huvudstaden Madrid. Antalet invånare är 7 463. Arean är 22,0 kvadratkilometer.
Terrängen i Villa del Río är platt.